# Montemitro
Montemitro (cũng còn gọi là Mundimitar) là một thị trấn và comune ở tỉnh Campobasso, vùng Molise của Ý, gần sông Trigno.